# Zeugodacus
Zeugodacus is een geslacht van insecten uit de familie van de Boorvliegen (Tephritidae), die tot de orde tweevleugeligen (Diptera) behoort.

## Soorten
- Z. ablepharus (Bezzi, 1919)
- Z. atrichus (Bezzi, 1919)
- Z. bakeri (Bezzi, 1919)
- Z. trimaculatus (Hardy & Adachi, 1954)